# Peinture sur toile d'araignée

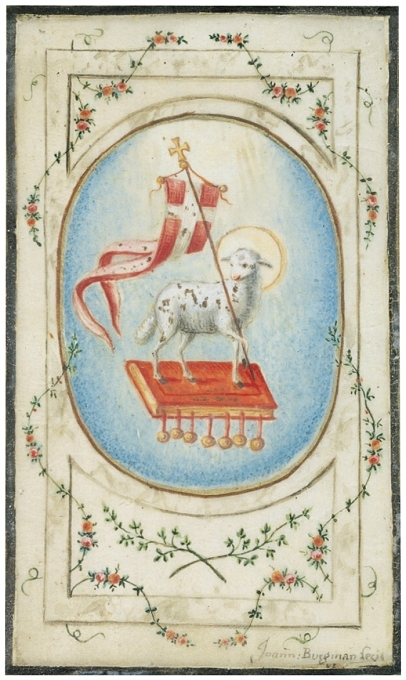
Agnus Dei, aquarelle sur toile d'araignée de Johann Burgmann, vers 1790

La peinture sur toile d'araignée désigne les différentes œuvres picturales réalisées sur un support constitué uniquement de toiles d'araignée que l'artiste collecte et traite de manière particulière.

## Histoire
L'origine de la peinture sur toile d'araignée est difficile à vérifier, mais la plupart des revues universitaires s'accordent à dire que les moines des vallées reculées du centre oriental[Où ?] des Alpes au XVIe siècle ont créé des Canevas (broderie) avec de la toile d'araignée. Il existe encore un peu moins de 100 toiles d'araignée connues, dont la plupart sont conservées dans des collections privées .
Dans une des peintures est représentée Philippine Welser (1527-1580), une beauté célèbre qui a épousé secrètement l'archiduc Ferdinand II du Tyrol et s'est installée près d'Innsbruck à Château d'Ambras. Une autre figure un paysan tyrolien anonyme.
Cinq cents ans plus tard, au XXIe siècle, l'artiste Andranik Avetisyan (Ado) utilise des toiles d'araignées en tant qu'œuvre d'art pour créer ses tableaux.
Ayant remarqué une toile d'araignée dans un coin à côte de la fenêtre de son atelier , il eut l'idée de donner une image d'une toile d'araignée et a commencé à étudier la nature des araignées et la structure de leurs toiles ,,. Ensuite, il s'est mis à élever des araignées pour utiliser leurs toiles dans la création de tableaux . Il est le premier artiste à s'être servi de toiles d'araignées pour ses œuvres d'art . 
Andranik Avetisyan a reçu le prix du «Nouveau Talent » au Salon International de l'Art Moderne de Cannes en 2017 ,,,. 
Depuis les années 1980 Jean-Jacques Vigoureux, artiste français pratique cet art et participe à de nombreuses expositions.

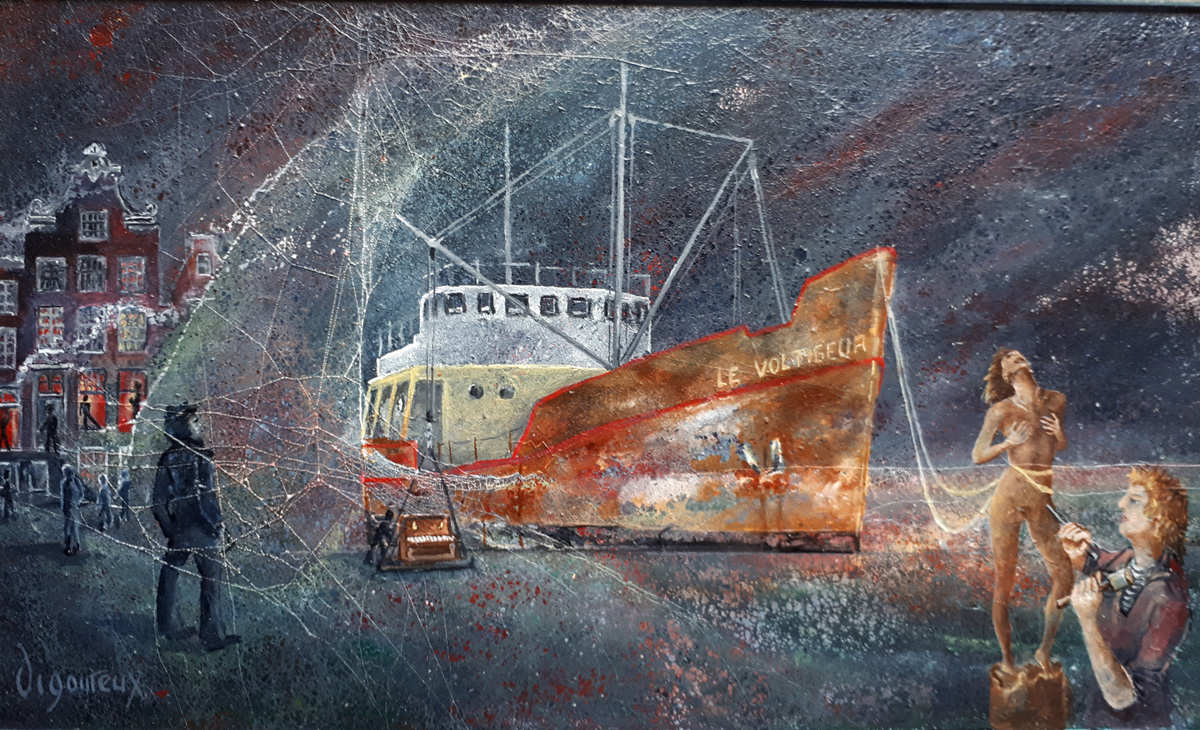
Le Vaisseau fantôme, peinture sur un support uniquement constitué de toiles d'araignées.